# Gran Premio di Castrocaro Terme 1978
Il Gran Premio di Castrocaro Terme 1978, diciassettesima edizione della corsa, si svolse il 10 settembre 1978 su un percorso di 65,25 km disputati a cronometro. La vittoria fu appannaggio dello svedese Bernt Johansson, che completò il percorso in 1h33'08", precedendo l'olandese Roy Schuiten e l'italiano Gianbattista Baronchelli.

## Ordine d'arrivo (Top 10)
| Pos. | Corridore                | Squadra                    | Tempo    |
| ---- | ------------------------ | -------------------------- | -------- |
| 1    | Bernt Johansson          | Fiorella Mocassini-Citroën | 1h33'08" |
| 2    | Roy Schuiten             | Scic-Bottecchia            | a 1'03"  |
| 3    | Gianbattista Baronchelli | Scic-Bottecchia            | a 2'52"  |
| 4    | Claudio Torelli          | Zonca-Santini              | a 3'00"  |
| 5    | Knut Knudsen             | Bianchi-Faema              | a 3'31"  |
| 6    | Roberto Visentini        | Vibor                      | a 4'54"  |
| 7    | Walter Santeroni         | Gis Gelati                 | a 5'11"  |
| 8    | Dirk Baert               | Carlos-Galli-Alan          | a 6'03"  |
| 9    | Marino Amadori           | Intercontinentale Assicur. | a 7'22"  |
| 10   | Carmelo Barone           | Fiorella Mocassini-Citroën | a 8'23"  |